# Gaspar Bennàssar i Moner
Gaspar Bennàssar i Moner (també Bennàzar i Bennàsar), conegut popularment com s'Arquitecte, (Palma, 18 d'agost de 1869-Barcelona, 15 de gener de 1933), fou arquitecte i urbanista mallorquí.
Son pare era marí mercant de professió i va tenir vuit germans. Estudià el Batxiller a l'Institut Balear, ubicat aleshores a l'antic col·legi jesuïta de Monti-sion. El 1899 obtingué el títol d'arquitecte a l'Escuela Superior de Arquitectura de Madrid.

## Sota la influència modernista (1900-1918)
El 30 de desembre de 1900 fou nomenat arquitecte diocesà de Menorca. Aquell mateix any realitzà els plànols del Teatre Líric, edifici que seria enderrocat el 1968. El 1901 obtingué per oposició el càrrec d'arquitecte municipal de Palma, plaça que conservaria fins a la seva mort. Fou el principal encarregat de dirigir l'execució del Pla d'Eixample, projectat per Bernat Calvet. Una de les seves primeres actuacions, de gran envergadura urbanística, fou dirigir a partir de 1902 l'enderrocament de les murades, amb l'obertura de les Avingudes i dels carrers de l'Eixample. Per aquesta tasca se'l considera l'autor de la Palma moderna. Projectà les avingudes i dirigí les obres d'urbanització i obertura de carrers.
El 1903 es casà amb Amèlia Munar, amb la que tingué tres fills. Fou un autor molt prolífic, no debades era conegut amb el sobrenom de “s'Arquitecte”. La seva obra s'inscriu dins un llenguatge eclèctic i historicista, però amb aportacions molt importants dins l'estil modernista. El 1904 projectà l'edifici de la Caixa d'Estalvis, d'influència modernista. El 1905 realitzà la urbanització de la Plaça d'Espanya, amb la popular Estació Meteorològica (1910). El 1906 dissenyà l'Escorxador Municipal, premiat a l'Exposició Nacional de Belles Arts, edifici inaugurat el 1909. Un altre edifici modernista, clarament del corrent Art Nouveau, és la seu dels magatzems L'Àguila, de 1909, projecte signat amb Jaume Alenyà, amb qui compartia despatx d'arquitectura. El 1906 també dissenyà l'Hotel Príncep Alfons, de Cala Major. El 1909 projectà l'edifici del Triquet, d'estil neomudèjar, com l'anterior.
El 1912 inaugurà l'Escola Graduada, el 1916 acabà l'edifici del Bar Cristal, amb elements modernistes integrables dins el corrent sezessionista, i el 1918 realitzà les escales del Mirador de la Seu.

## El Passeig Sagrera i la reforma de Palma
Les obres de Bennàssar –ell signava Bennazar— segueixen a ritme vertiginós: el 1910 dissenyà i dirigí les obres del Passeig de Sagrera: la nit del 23 al 24 de juny de 1910, amb motiu de l'Exposició Regional de Balears, decidí donar una sorpresa als ciutadans. Amb aquesta finalitat, amb l'ajuda de 200 persones, feren feina a una esplanada que hi havia davant la Llotja. A eixida de sol es va poder veure un passeig amb fanals i bancs, era el Passeig Sagrera.
El 1917 presentà el Pla de Reforma de Palma, un projecte en el que havia treballat durant quatre anys. Encara que el pla no es va arribar a dur a terme, incloïa la construcció del Mercat de l'Olivar i del Passeig Marítim. Veient el futur de l'economia turística proposà la construcció d'un cinturó de ronda guanyant terrenys a la mar per davall la Seu, entre moltes altres idees.

## Etapa eclèctica (1918-1933)
L'etapa més tardana de Bennàssar (1920-1933) és dominada per un llenguatge eclèctic i neobarroc, amb algunes obres neorenaixentistes. Tanmateix, té també obres neogòtiques, com l'església parroquial d'Esporles, beneïda el 1923, i la impressionant torre campanar de l'església dels Dolors de Manacor (1929). Obres significatives d'aquesta època són Can Tous (1922), Can Bibiloni (1928), Cas Net (1929) i la plaça de toros, el famós Coliseu Balear (1929), a més de l'edifici de l'antic Cinema Born (1931).
Morí el gener de l'any 1933 a Barcelona, mentre participava en un congrés d'arquitectura.

## Premis
- 1906: L'Exposició Nacional de Belles Arts premia el seu projecte d'escorxador.
- 1996: L'Ajuntament de Palma el nomena Fill Il·lustre de la ciutat.
- El carrer principal d'accés a la Plaça de Bous du el seu nom.

## Obres
- Teatre Líric (1900)
- Edifici Can Mulet (1903)
- Edifici Can Salas (1903)
- Edifici Caixa d'Estalvis (1904)

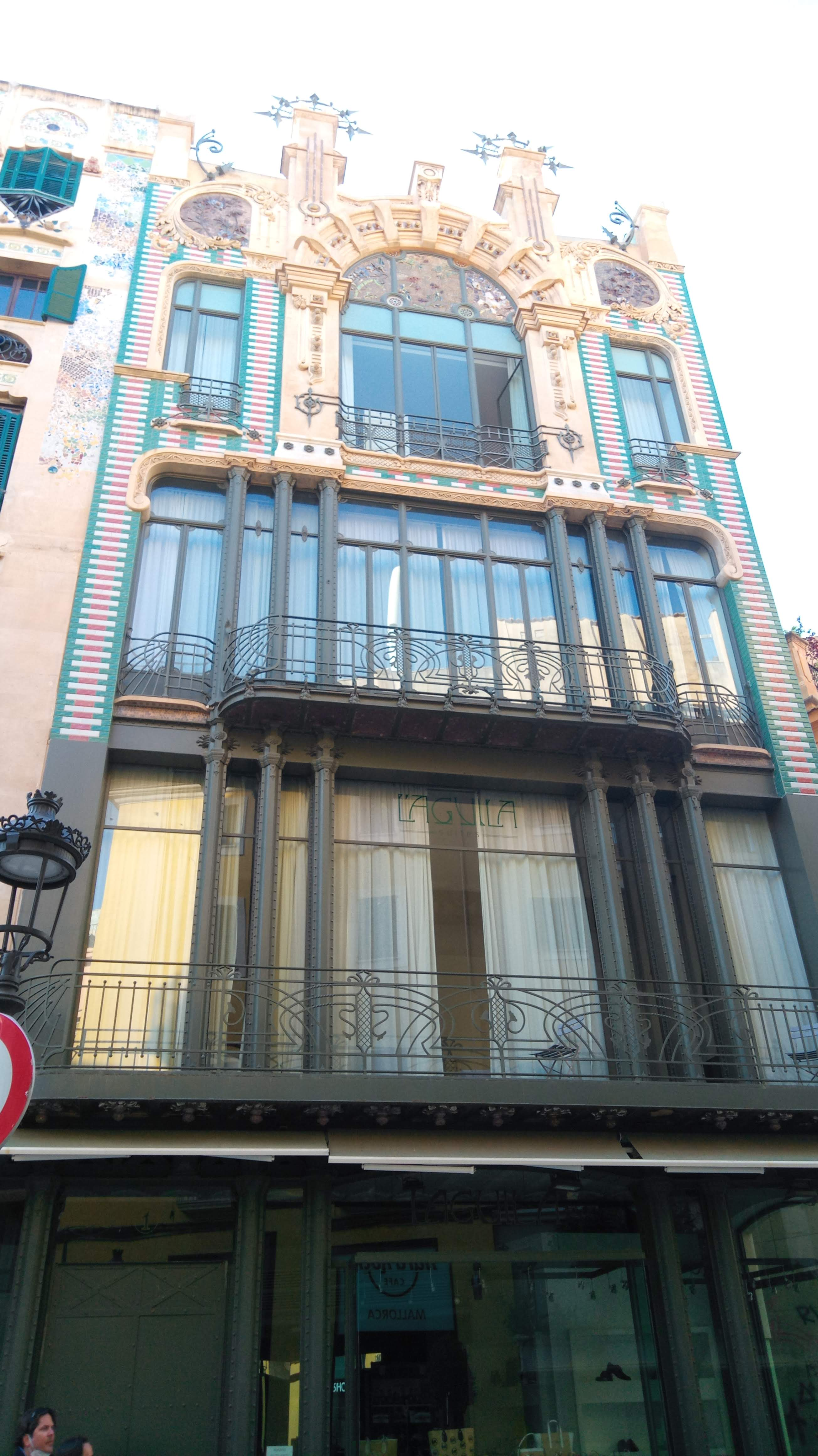
Magatzems El Águila, a Palma (1908)

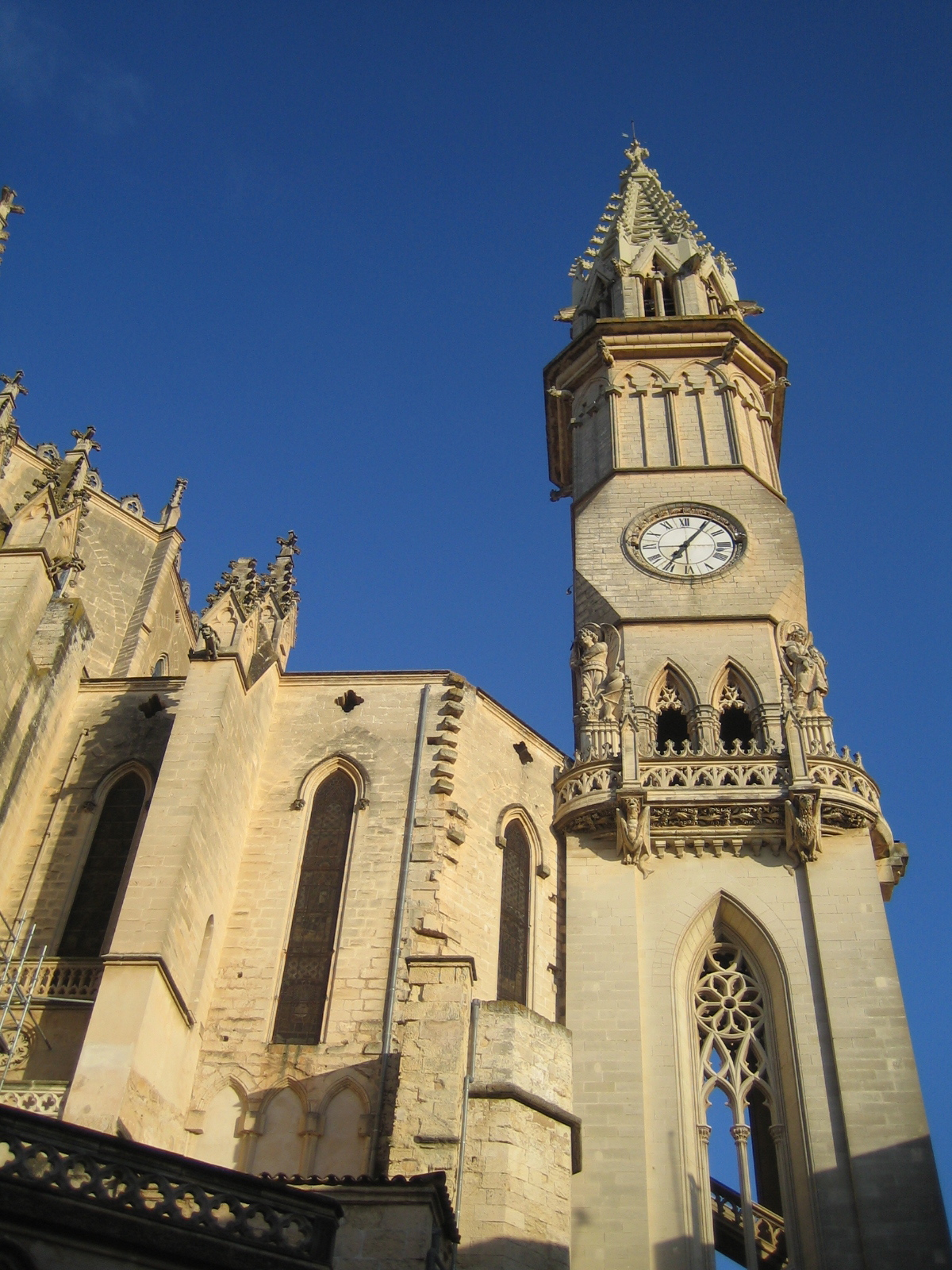
Campanar de l'església dels Dolors, a Manacor

- Església Sant Alonso Rodríguez, Pont d'Inca (1904)
- Hotel Príncep Alfons, Cala Major (1906)
- Edifici Can Coll (1907, amb Jaume Alenyar)
- Edifici Es Triquet (1909)
- Escorxador Municipal de Palma (1909)
- Escales de l'Ajuntament (1909)
- Façana del Teatre Líric (1910)
- Columna baromètrica i bancs de la Plaça d'Espanya (1910)
- Passeig Sagrera (1910)
- Escales del portal del Mirador de la Seu (1910)
- Escola Graduada (1912)
- Can Gaietà Segura (1914)
- Pont d'es Fortí (1915)
- Edifici Cristal (1916)
- Pont d'en Moranta (1917)
- Mirador de la Seu (1918)
- Templet del velòdrom de Tirador (1918)
- Can Tous (1922)
- Església parroquial d'Esporles (1923)
- Es Pont d'es Tren o Pont de ses set aigos (1927)
- Casa Bibiloni (1928)
- Coliseu Balear (1929)
- Església dels Dolors, Manacor (1929)
- Cas Net (1929)
- Cinema Born (1931)